# Типпу Тиб
Типпу Тиб, или Тиб (1837 — 14 июня 1905), настоящее имя Хамад бин Мухаммад бин Джамах бин Раджаб бин Мухаммад бин Саид аль-Муграби (ар. بن محمد بن جمعة بن رجب بن محمد بن سعيد المرجبي), — занзибарско-суахилийский купец смешанного происхождения, получивший известность под прозвищем «Типпу Тиб». Известный работорговец, владелец плантаций и губернатор, служивший султанам Занзибара, он организовал много торговых экспедиций в Центральную и Восточную Африку с целью получения рабов и слоновой кости. Он создал много прибыльных торговых постов, достигших глубин Центральной Африки. В 1860-х годах он распространил свое влияние над богатым слоновой костью регионом Утетера, находящимся между реками Ломами и Луалаба. В 1880-е годы земли, подконтрольные Типпу Тибу, вошли в состав Свободного государства Конго.

## Биография
Его мать, Бинт Хабиб бин Бушир, происходила из арабской знати Маската. Его отец и дед были неграми, говорившими на суахили, жившими на побережье Африки и принимавшими участие в ранних экспедициях в глубинные территории Восточной Африки. Его прабабушка по отцу, супруга Раджаба бин Мухаммада бин Саида аль-Муграби, была дочерью Джумы бин Мухаммада аль-Небани, представителя уважаемой маскатской семьи, и африканской женщины из Майи, маленькой деревни к югу от того места, где позднее возникнет город Дар-эс-Салам.
В возрасте 18 лет Хамед начал самостоятельно путешествовать и заниматься торговлей слоновой костью, постепенно становясь очень влиятельным в Центральной Африке. 
Тиб создал собственную торговую империю, а затем занялся разведением гвоздики на Занзибаре. Абдул Шериф писал, что в те двенадцать лет, что он отдал строительству своей империи на материке, у него не было своих сельскохозяйственных угодий. Однако к 1895 году он уже был владельцем семи «шамб» (плантаций), где выращивалась гвоздика, и 10000 рабов.
Типпу Тиб помогал многим европейским исследователям Африки, в том числе Генри Мортону Стэнли (разведкой местности во время экспедиции по поиску Дэвида Ливингстона) и Дэвиду Ливингстону, которому он однажды помог с провиантом, когда Ливингстон в силу обстоятельств лишился значительной части поклажи экспедиции. Он был свидетелем исторической встречи Ливингстона и Стэнли. Все европейские путешественники, с которыми он встречался, описывали его как чрезвычайно вежливого, образованного, дружелюбного и харизматичного человека. Стэнли называл его «чёрным джентльменом».
В течение 1884—1887 годов Тиб утверждал, что Восточное Конго принадлежит ему и султану Занзибара Баргашу бин Саиду аль-Буседи. Несмотря на его защиту интересов Занзибара в Конго, Тибу удалось сохранить хорошие отношения с европейцами. Когда в августе 1886 года начались боевые действия между арабами и суахили с одной стороны и представителями бельгийского короля Леопольда II около водопада Стэнли, Тиб отправился к бельгийскому консулу, чтобы убедить его в своих «благих намерениях». Хотя он по-прежнему имел огромный вес в центральноафриканской политике, к 1886 году он понял, что расстановка сил в регионе меняется. В начале 1887 года Стэнли прибыл в Занзибар и предложил, чтобы Типпу Тиб стал губернатором округа у водопада Стэнли в Свободном государстве Конго. И Леопольд II, и султан Баргаш бин Саид согласились с этим, и 24 февраля 1887 года предложение принял и сам Тиб.
Примерно в 1890—1891 годах он вернулся на родину и отошёл от дел. Он написал автобиографию, ставшую первым произведением этого жанра, созданным на языке суахили. Тиб написал автобиографию на суахили арабскими буквами. Доктор Генрих Броде, бывший в то время в Занзибаре и знавший Тиба, перевёл рукопись на немецкий язык и записал её латиницей. Впоследствии она была переведена на английский язык и опубликована в Великобритании в 1907 году.
Типпу Тиб умер 13 июня 1905 года от малярии (если верить словам Броде) в собственном доме в Каменном городе, тогдашнем главном городе острова Занзибар.

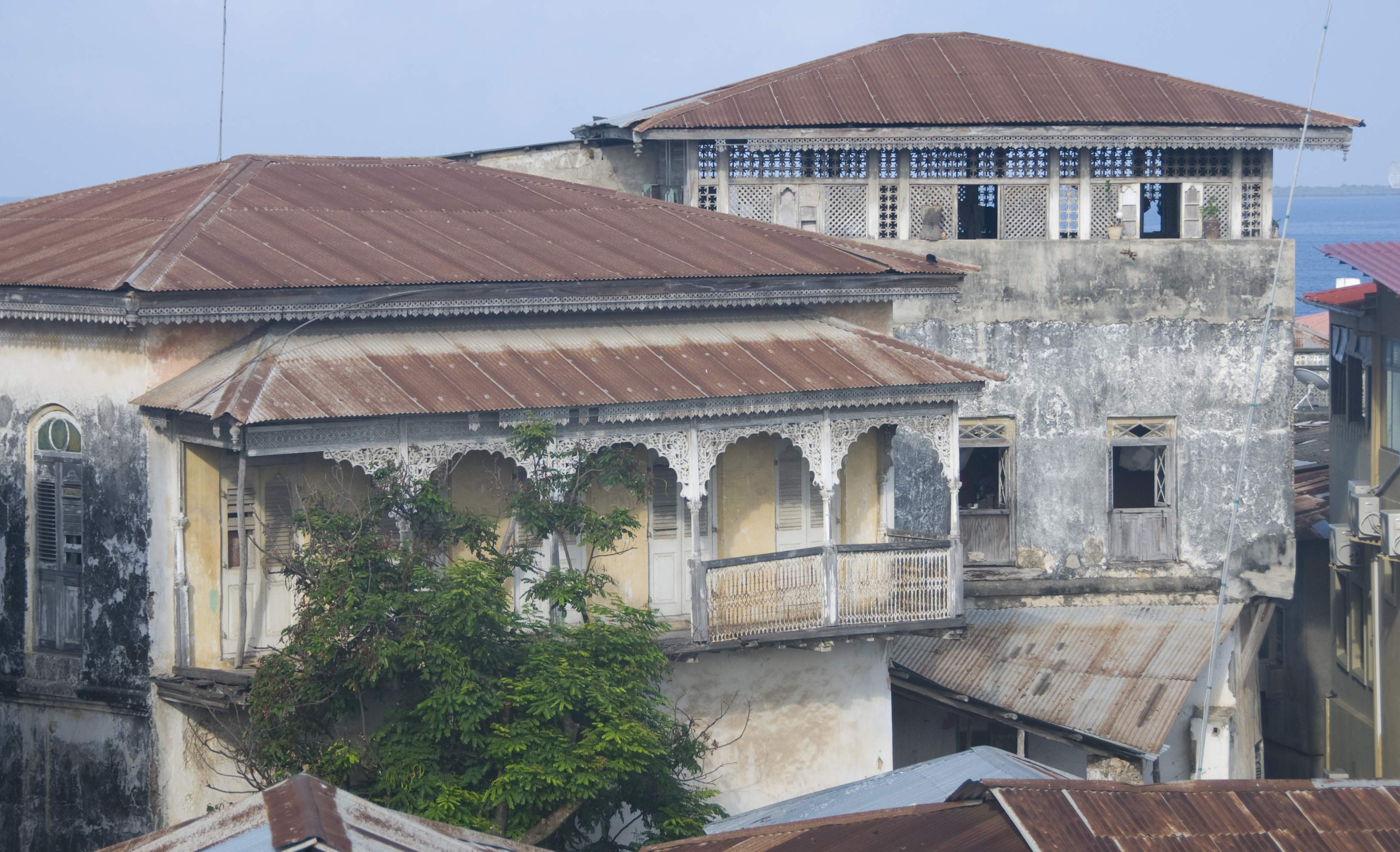
Дом Типпу Тиба в Каменном городе (Занзибар).
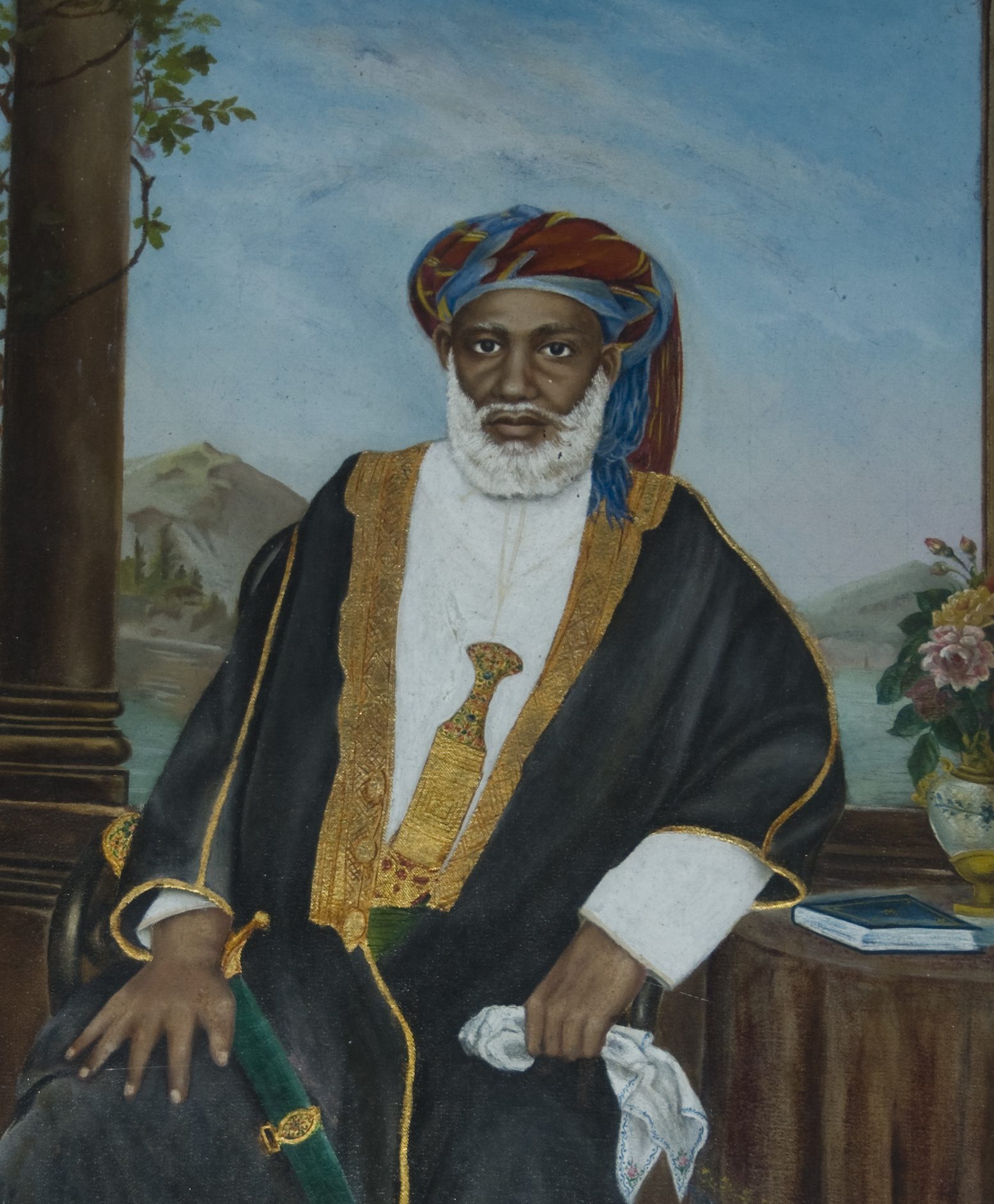
Портрет Типпу Тиба в занзибарском музее «Дом чудес».
«Государство»  Типпу Тиба (светло-зелёный)